# Mosles
Mosles település Franciaországban, Calvados megyében. Lakosainak száma 348 fő (2022. január 1.). Mosles Blay, Crouay, Étréham, Mandeville-en-Bessin, Surrain, Tour-en-Bessin és Aure sur Mer községekkel határos.

## Népesség
A település népességének változása:
| Lakosok száma | 275  | 247  | 261  | 292  | 376  | 358  | 354  | 352  | 351  | 348  |
|               | 1968 | 1982 | 1990 | 2006 | 2013 | 2015 | 2017 | 2019 | 2020 | 2022 |